# Fangs of Fate
Fangs of Fate è un film muto del 1925 diretto da Horace B. Carpenter.

## Produzione
Il film fu prodotto dalla H.B. Carpenter Productions.

## Distribuzione
Distribuito dalla Chesterfield Motion Pictures Corporation, il film uscì nelle sale cinematografiche USA nel 1925.